# P-35 (radar)
Radarul P-35 ”Saturn” ( în rusă ” Сатурн”, index GRAU  - 1RL110, după clasificarea NATO ”Bar Lock”) a fost un radiotelemetru sovietic exploatat din anul 1958 în fosta URSS. Radarul a fost și în înzestrarea țărilor fostului Tratat de la Varșovia, inclusiv în Armata României. A fost predecesorul radarului P-37. În prezent nu se exploatează.

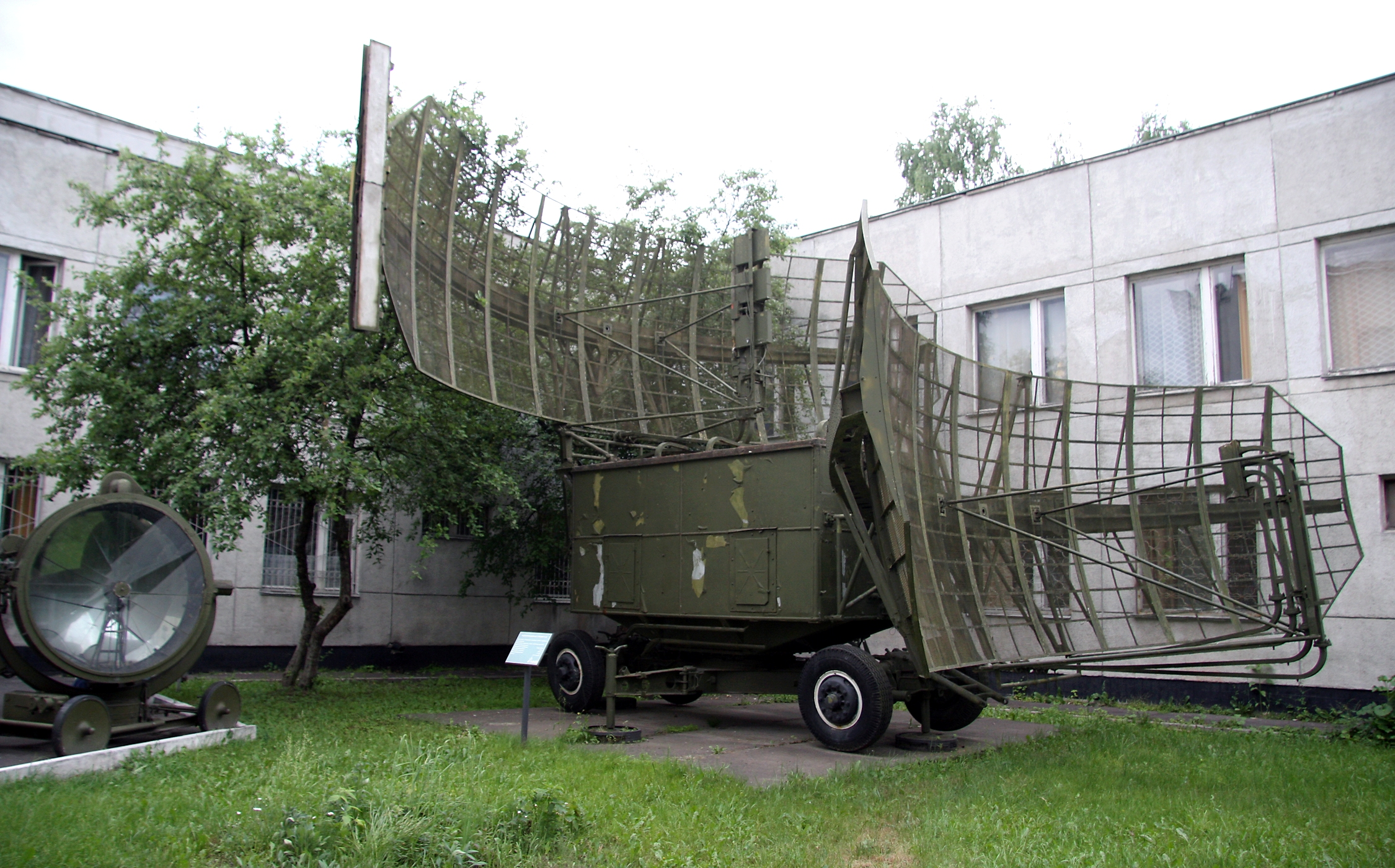
Cabina Emisie-recepție a radarului P-35

## Scurt istoric
La sfârșitul anilor `50 a fost dezvoltată și introdusă în exploatare stația de radiolocație de observare circulară (radiotelemetru) P-35, in gama undelor centimetrice, cu caracteristici energetice superioare, cu un număr mai mic de eșecuri în zona de observare, cu precizie ridicată în determinarea azimutului și distanței înclinate.   

## Destinație
Radarul P-35  (radiotelemetru - determină două coordonate: azimutul și distanța înclinată) este destinat pentru cercetarea spațiului aerian, descoperirea și urmărirea țintelor aeriene, determinarea apartenenței de stat a acestora și furnizarea datelor de radiolocație eșaloanelor interesate. Transmiterea datelor radar către utilizatori se poate realiza astfel:
- prin voce, de către un operator;
- prin cabluri, către sistemele automatizate de culegere și prelucrare a datelor de radiolocație aflate la nivelul unităților și subunităților de radiolocație;
- sau prin cabluri, către sistemul automatizat de conducere a marii unități de rachete antiaeriene;
- sau prin cabluri, către sistemul automatizat de dirijare la interceptare a aviației de vânătoare;
- prin aparatura de radiotranslație (RL-30 ”Faza”), în gamă decimetrică, până la o distanță de 15 km, pe două indicatoare de observare circulară portative.

## Scurtă prezentare
Spre deosebire de radarul P-30 (Cristal), la radarul P-35 antena de sus a fost instalată orizontal cu o anumită înclinație în plan vertical și a fost înlocuit un canal decimetric cu unul centimetric. Antena de jos se putea înclina în plan vertical față de orizontală cu 3 - 4 grade în plus sau în minus iar antena de sus se putea înclina tot cu atâtea grade față de un unghi pozitiv stabilit prin construcție. Radarul a fost dotat cu sistemul de recunoaștere prin radiolocație, ”amic-inamic”, de tip NRZ-20, (în sistemul ”Kremnîi-2”) și receptorul de răspuns activ NPA pentru recepția semnalelor de la avionul Mig-21 și următoarele. 
Rradarul P-35  a parcurs o serie de modernizări. În anul 1961 au fost testate în poligon radarele P-35 M, proiectate de uzina 588 a Consiliului Economic al orașului Moscova (MGSNH). La acest radar au fost modificări de proiectare a reflectorului antenelor, a crescut limita și viteza de înclinare a antenelor. Radarul P-35 M a fost cunoscut sub numele ”Landâș U”.
Modificările aduse radarului P-35 M au condus la radarul ”Meci-35”, care ulterior a primit numele de P-37.
Compunerea de bază a complexului:
- mașina nr. 1, cabina cu aparatura emisie-recepție, pivotantă, pe un afet de tun antiaerian de 100 mm;
- mașina nr. 2 cu aparatura de comandă-control și de indicare dispusă pe șasiul autocamionului ZIS-151, ulterior ZIL-157;
- mașina nr. 3 și 4 cu câte un generator electric (agregat diesel) de tip AD-30 sau AD-50 (de 30 sau 50 kw), de bază și de rezervă;
- mașina nr. 5 cu un convertizor de frecvență tip VPL-30 de 400 Hz și tensiune variabilă între 150 și 200 volți, remorcă în care se transportau reflectoarele celor două antene;
- mașina nr. 6 autotractor pe șenile de tip ATS-712 (mai târziu ATS-59R); în marș tractează cabina emisie-recepție; la desfășurarea radarului se montează o macara cu forța de ridicare de 800 kgf pentru instalarea antenelor;
- uneori în compunere intra și mașina nr. 7 cu punctul de recepție al liniei de radiotranslație RL-30 ”Faza” pe șasiul autocamionului ZIS-151 sau ZIL-157. Totodată ea era completată cu mașina nr. 8, un grup electrogen de tip AD-10 (10 kw) necesar pentru alimentarea aparaturii de recepție a liniei de radiotranslație și a doi indicatori portativi.

## Date tehnico tactice
- aparatura emisie-recepție lucra pe 6 canale centimetrice (patru pe antena de jos), fiecare pe o frecvență fixă, în benzile radar E și F (2,6 - 3,1 GHz);
- frecvența de repetiție a impulsurilor: 375 Hz;
- durata impulsului de sondaj: 1,5 - 1,7 microsecunde;
- puterea în impuls a unui canal de emisie: 750 kw;
- puterea medie de emisie a unui canal: 750 w;
- lățimea diagramei de directivitate în plan orizontal: 1,5 - 2 grade;
- lățimea diagramei de directivitate în plan vertical 28 grade;
- distanța maxima de descoperire: 350 km
- înălțimea maximă de descoperire: 25.000 m;
- capacitatea de separare: în distanță - 500 m, în azimut - 2 grade;
- viteza de rotire a antenei: 3 și 6 ture pe minut;
- timpul de strângere sau desfășurare (cu echipaj de 8 persoane): 12 ore.